# Philosophische Praxis
Als Philosophische Praxis bezeichnet man eine Form der außerakademischen philosophischen Tätigkeit, die in Deutschland etwa seit den 1980er-Jahren ausgeübt wird. Der Prozess der Ausdifferenzierung und das Finden eines gemeinsamen Selbstverständnisses sind noch nicht abgeschlossen, was eine Definition schwierig und vorläufig macht. Klassisch ist die Definition von Odo Marquard im Historischen Wörterbuch der Philosophie von 1989: „Den Begriff PP hat Gerd B. Achenbach 1981 … geprägt: unter PP versteht er die professionell betriebene philosophische Lebensberatung, die in der Praxis eines Philosophen geschieht. … Sie verordnet keine Philosopheme, verabreicht keine philosophische Einsicht, sondern sie setzt das Denken in Bewegung: philosophiert.“
Eine Philosophische Praxis definiert sich demnach vor allem durch das Anliegen, philosophisches Wissen und philosophische Methodik für die breite Öffentlichkeit zugänglich zu machen und das praktische Potenzial der Philosophie und des Philosophierens als Ressource nutzbar werden zu lassen. Zu dieser allgemeinen Öffentlichkeit gehören Einzelpersonen, Organisationen oder Unternehmen, für die Philosophie in Form von philosophischen Gruppengesprächen, Einzelgesprächen, Seminaren, Projekten, Reisen u. a. aufbereitet wird. Das Spektrum reicht von der Einzelberatung, der Beratung von Organisationen oder Unternehmen, der Bildungsarbeit (Seminare, Vorträge), Projektentwicklung und Umsetzung, philosophischen Reisen oder dem philosophischen Café. Die Angebote der einzelnen Philosophischen Praxen unterscheiden sich oftmals deutlich voneinander und sind stark geprägt von der Persönlichkeit und Ausbildung, sowie Zielen des jeweiligen Praktikers.
Philosophische Praxen im deutschsprachigen Raum haben unterschiedliche Schwerpunkte und Formen. In der Regel sind diese Praxen meist privatwirtschaftliche Unternehmungen, seltener gemeinnützige Einrichtungen. Wie in den einzelnen Praxen gearbeitet wird, ist gesetzlich nicht reglementiert. Eine Übersicht über die unterschiedlichen Formen bietet ein Praxenverzeichnis.
Es gibt auch Ausbildungslehrgänge zum Beruf des Philosophischen Praktikers, z. B. seit 2016 postgradual an der Universität Wien.

## Historische Entwicklung
Die Philosophie in Europa nahm ihren Ausgang im antiken Griechenland. Damals stellte sie meist eine Art von avantgardistischer Strömung innerhalb eines nicht immer ganz stabilen Weltbildes dar.
Philosophie bemühte sich einerseits um eine Neuformulierung theoretischer Rahmenkonzepte für gesellschaftliches Zusammenleben. Sie war aber keineswegs bloß eine theoretische Auseinandersetzung, sondern eigentliche Schulung in Lebensstil, Einübung in eine gute Lebensführung. Gutes Leben im antiken, griechischen Verständnis wie auch bei Konfuzius in China bedeutete Streben nach einer Übereinstimmung (Harmonie) mit dem Weltganzen und der Weltvernunft (dem Logos). Philosophie war somit Theorie und Praxis des guten Lebens. Philosophiert wurde in meist mehr oder weniger elitären Zirkeln (Platons Akademie, Aristoteles Lykeion, Epikurs Kepos, Zenon von Kitions Stoa). Philosophie als Organisation hatte in gewisser Weise damals im alten Griechenland die Gestalt und Funktion einer Art Seelenführung, sie war Geistige Übung.
Seit dem 2. Jahrhundert begann sich diese Aufgabe der Seelenführung und Übung in die Gemeinschaften des noch jungen Christentums zu verlagern. Die christliche Lehre übernahm mehr und mehr die Rolle der „wahren Philosophie“. Sie verstand sich als dem wahren göttlichen Logos verpflichtet. Nach dem Vorbild der antiken Philosophenzirkel waren geistliche Übungen zentrales Element im Tagesablauf vieler christlicher Klostergemeinschaften. Philosophie wurde dadurch im christlich-klösterlichen Umfeld zum Inbegriff von Seelsorge. Sie war Lebensschulung und Geistesübung im Sinn von gelebter Weisheit als Religiosität.
Mit der Bildung der ersten Universitäten im Mittelalter vollzog sich die Abspaltung der Philosophie von Belangen des praktischen Lebens: sie beschränkte sich zunehmend auf die Erörterung rein theoretischer Zusammenhänge. Schließlich galt Philosophie bloß noch als Vorbereitung auf das Theologiestudium und wurde so degradiert zur „Magd der Theologie“.
Damit war Philosophie endgültig nicht mehr Lebensform, sondern abstrakter, theoretischer Diskurs. Die Aspekte von Übung und Lebensgestaltung wurden vollständig von der klösterlichen Praxis übernommen. Philosophie als Universitätsdisziplin wurde so zum elitären Spezialistendiskurs.
Mit der Renaissance und dem Rationalismus erfolgt zum Teil eine Befreiung aus diesem Korsett. Eine Rückgewinnung von Lebensnähe ist jedoch damit noch keineswegs erreicht.
Seit Ende des 18. Jahrhunderts lässt sich eine Zunahme von schöpferischer Dynamik auch innerhalb universitärer Kreise verzeichnen (Kant, Vertreter des deutschen Idealismus wie Fichte, Schelling, Hegel). Außeruniversitär und als Kontrapunkt zur Schulmeinung vor allem des deutschen Idealismus formulierten unter anderen Kierkegaard, Schopenhauer und Nietzsche ihre Thesen, die sich als Vorläufertheorien der wesentlichen philosophischen Strömungen des 20. Jahrhunderts (Phänomenologie und Existenzphilosophie) lesen lassen und deren Bewegung schließlich in die postmoderne Konstruktion von Spezialdiskursen mündet (Derrida, Deleuze, Guattari, Lyotard u. a.).
Der Abstraktionsprozess hat sich bis in das 21. Jahrhundert durchgezogen. Für Philosophie und Lebenskunst ist nun vor allem von Bedeutung, dass inzwischen auch die ethische Diskussion, das heißt die philosophische Reflexion auf die Voraussetzungen und Möglichkeiten eines guten und gerechten Lebens und Zusammenlebens, in einer Sackgasse steckt. Die theoretischen Bemühungen verlieren sich im Formulieren allgemeiner Prinzipien, die in ihrer Allgemeinheit nicht mehr auf eine Lebenspraxis anwendbar sind. Ethik ohne Anwendung aber ist reines Gedankenspiel, das die Öffentlichkeit zu ratlosem Zuschauen verurteilt. Die professionelle Ethik versucht dieses Anwendungsproblem durch die Ausformulierung sogenannter Bereichsethiken zu lösen (z. B. Ökoethik, Medizinalethik, Tierethik, Rechtsethik, Verkaufsethik…). Eine wirkliche Anwendung ethischer Fragestellungen ist jedoch kaum auf rein kognitiver (gedanklicher) Basis, sondern nur auf dem Weg des persönlichen Erlebens unter Einbezug individueller Gefühlsaspekte zu erreichen. Dies aber setzt das persönliche Gespräch zwischen real präsenten Gesprächspartnern voraus. In Hans Krämers Worten: „Wenn […] Ethik praktisch werden soll, […] dann ist das philosophische Beratungsgespräch unverzichtbar“. Hier ist ein anderer Umgang mit philosophischem Fragen und Wissen gefordert. Dies nicht nur, um die Philosophie aus ihrem Elfenbeinturm zu erretten, sondern um philosophisches Wissen wieder zugänglich zu machen für individuelle und gesellschaftliche Belange.
Den Begriff Philosophische Praxis hat Gerd B. Achenbach eingeführt. Dabei ging er von der Beobachtung aus, dass die universitäre Philosophie ihre Philosopheme nicht am Alltag messe und die Psychologie ein Theoriedefizit aufweise. Bald darauf, 1985, fand die erste Konferenz zur Philosophischen Praxis statt. Der 'Erfinder' dieses Begriffs verstand unter Philosophischer Praxis eine philosophische Lebensberatung; mittlerweile haben sich die Konzepte Philosophischer Praxen ausdifferenziert. Philosophische Praxen existieren inzwischen weltweit. Vor allem in skandinavischen Ländern, aber auch in der Schweiz, in Österreich, England, Israel, den USA, in Holland, Frankreich, Italien, Spanien, Portugal oder Mexiko erfreuen sich Philosophische Praxen eines regen Zulaufs. Das Aufgabenfeld der Philosophischen Praxis besteht in der Organisation und Pflege philosophischer Gespräche als vielfältige, zum Teil neue Formen der Verständigung, Klärung und Sinnfindung.

## Formen Philosophischer Praxis
Philosophische Praxis hat sich in Form diverser Angebote verwirklicht: Am Anfang stand die Philosophische Beratung, doch bald kamen weitere Formen philosophischer Bildungsveranstaltungen (Seminare, Vorträge, Philosophische Reisen, Lehrgänge), Diskussionsforen wie Philosophische Cafés und Podien, philosophische Gesprächsgruppen, philosophische Unternehmensberatung und Coaching, Philosophieren mit Kindern und Orientierungshilfen hinzu.

### Philosophischer Salon
Ein Philosophischer Salon oder Philosophisches Café („Café-Philo“) ist ein Diskussionsforum, in dem philosophische Fragestellungen diskutiert werden.
Die Ursprünge lassen sich schon in der griechischen Antike ausmachen, wo der Marktplatz, die Agora, das Zentrum des kulturellen Lebens und auch der Platz für philosophische Debatten war, wie etwa die Sokratischen Dialoge zeigen. Aspasia von Milet gründete in Athen einen philosophischen Salon. Auch heute wird zum Beispiel in philosophischen Cafés versucht, im Rahmen einer kritischen Auseinandersetzung zu einem tieferen philosophischen Verständnis der eigenen Überzeugungen und Ansichten zu gelangen.
Initiiert wurde diese Form der Philosophischen Praxis in Frankreich von dem französischen Philosophen Marc Sautet, der 1992 in Paris das erste Café Philosophique abhielt. Sautets Hauptanliegen war es, die Philosophie einer breiteren Öffentlichkeit zugänglich zu machen und ihr Raum auch über den wissenschaftlichen Diskurs hinaus zu geben. Jeden Sonntag sollten an jenem Ort Interessierte zusammentreffen, um über ein bestimmtes Thema zu diskutieren, wodurch Sautet die philosophischen Überlegungen der Menschen auch außerhalb der akademischen Philosophie „in Gang setzen“ wollte. Sein Ziel war es, jedem die Chance zu geben, die eigene Meinung zu argumentieren und zu hinterfragen. Er wollte somit eine elitäre Gruppenbildung vermeiden, in der nur philosophisch gebildete Menschen zu Wort kommen. Die Besucher seines Café-Philo wählten die Themen der Diskussion gemeinsam, demokratisch vor Ort aus. Unter anderem widmete man sich etwa den Fragen: „Ist Gewalt etwas Universelles oder etwas Menschliches?“, oder „Was ist Schönheit?“. Sautet versuchte stets, die Diskussionen spannend und kurzweilig zu gestalten.
Das erste Philosophische Café überhaupt fand jedoch in Deutschland statt. Gemeinsam mit der Eitorfer Künstlerin Erika Kaldemorgen veranstaltete es die Gelsenkirchener Philosophin und Sachbuchautorin Marit Rullmann ("Denken um zu Leben", Wiesbaden 2018, gem. mit Werner Schlegel) am 24. September 1989 im dortigen Kulturladen Spunk. Beide begründeten damit eine Bewegung, die sich bis heute auf zahlreiche deutsche Städte ausweitete. Allein Rullmann initiierte Cafés in 21 deutschen Städten (z. B. Halberstadt, Meißen, Moers, München, Stuttgart). Seit November 2019 hält die Philosophin Cafés im eigenen heimischen "Dachstubensalon" ab, wird jedoch auch weiterhin in andere Städte eingeladen. Von 1999 bis 2017 betrieb Bernd Oei einen Philosophie-Salon in Bremen.
Das zentrale Anliegen eines Café-Philo ist es, philosophisch Interessierten im Rahmen regelmäßig organisierter Treffen eine Gelegenheit zu bieten, „die Meinung anderer Menschen zu hinterfragen, die eigenen Meinungen in Frage stellen zu lassen, und zu lernen, entgegengesetzte Meinungen gelten zu lassen oder zu tolerieren.“ Es geht somit um den Austausch jeweils eigener Gedanken und weniger um einen Bezug zu den Werken anderer Philosophen. Der Leiter eines Café-Philo übernimmt die Rolle eines Moderators, der die Diskussion am Thema entlangführen und den Bezug aufrechterhalten soll. Dies kann etwa durch die Reformulierung, Infragestellung, Problematisierung oder auch Konzeptualisierung bestimmter Standpunkte und Argumente geschehen. Wenn sich Positionen verhärten oder die Diskussion ins Stocken gerät, kann er eingreifen und etwa auf philosophische Ansätze verweisen, um das Gespräch voranzutreiben. Er hat aber etwa auch die Aufgabe, zu verhindern, dass das Café-Philo für die Be- und Aufarbeitung privater Anliegen oder die Zurschaustellung der intellektuellen Bewandtnis einzelner Teilnehmer missbraucht wird.
Heute haben sich mehrere Formen des Café-Philo herausgebildet, wobei einigen Veranstaltungen ein vordefiniertes Thema zugrunde liegt, wohingegen andere der Diskussion freien Lauf lassen, bis sich eine bestimmte Fragestellung herauskristallisiert. Ebenfalls wird der philosophischen Diskussion manchmal ein Referat oder Vortrag vorangestellt, auf dessen Inhalt die darauf folgende Debatte basieren soll. Was ihnen allerdings gemein ist, ist die Tatsache, dass sie eine offene Plattform für den Meinungsaustausch der verschiedenen Teilnehmer bieten sollen, unabhängig von deren Geschlecht, Herkunft, Bildung und kulturellem wie auch sozialen Hintergrund. Die Idee ist, jeden zu Wort kommen zu lassen und die unterschiedlichen Meinungen auch im Hinblick auf deren moralische und politische Implikationen zu diskutieren.
Ein Café-Philo stellt somit ein semi-öffentliches Setting dar, in dem das eigene Denken gefördert und auf diese Weise zur Findung klarerer Ausdrücke und eines tieferen Verständnisses beigetragen werden soll. Das Themenspektrum ist äußerst umfassend und kann sich von Sinn und Glauben über Moral bis hin zu Gerechtigkeit erstrecken. Das Café-Philo kennt prinzipiell kein Tabu und keine Zensur. Der Praktiker Lou Marinoff formulierte eine einzige Grundregel: Höflichkeit. Ein Philo Café hat keine therapeutische Funktion.
Ein Kritikpunkt, mit dem sich die Betreiber der verschiedenen Café-Philo auseinandersetzen mussten und müssen, ist die Problematik des demokratischen Ansatzes. Wenn jeder Beliebige alles Beliebige aufs Tapet bringen darf, bleibt die Ernsthaftigkeit des Café-Philo demzufolge fraglich. Diese Kritik basiert auf der Annahme, dass im philosophischen Kontext Behauptetes mit entsprechenden Quellenhinweisen einhergehen sollte, insofern man über die Trivialität einer Kaffeehausdiskussion hinausgehen möchte.
Den Ansprüchen der Kritiker zum Trotz konnte sich das von Sautet etablierte Konzept bisher nicht nur über Europa ausbreiten, sondern findet mittlerweile auch in den USA, Australien und Asien regen Zustrom.

### Philosophische Praxis und Unternehmen
Philosophische Beratung im Unternehmen kann nach verschiedenen Ansätzen verfolgt werden. Angeboten werden zum Beispiel Workshops mit verschiedenen Themenschwerpunkten wie etwa Zeitmanagement. Einen wichtigen Bereich der philosophischen Beratung in bzw. für Unternehmen stellt das Führungscoaching dar. Philosophische Praxis bedeutet im Allgemeinen die Klärung und Orientierung mittels eigenständigen, kritischen Denkens. Dieser Gedanke steht auch bei Führungscoaching im Vordergrund.
Der Philosoph versucht, die jeweiligen Werte, den Sinn und Zweck des Handelns strukturell zu erfassen, um dem Mandanten, der Führungskraft, dessen eigene Prämissen und innere Logik darzustellen. Von einer psychologischen Kausalverknüpfung ist der Philosophische Praktiker damit weit entfernt. Vielmehr geht es um das Verstehen von Sinn-Zusammenhängen an Stelle des Erklärens der Kausalitäten. Es geht darum, sich der eigenen Handlungen als individuelle Entscheidungsprozesse bewusst zu werden, um den eigenen Spielraum zu erweitern. Die Führungspersönlichkeit soll durch die Beratung einen bewussten Ethos entwickeln, aus dem heraus gedacht, entschieden und gehandelt wird, und der sich den Antinomien der wahrgenommenen Weltwirklichkeit stellt.
Das Forschungsfeld Critical Management Studies (CMS) ist in den 1990er Jahren durch Mats Alvesson und des Briten Hugh Willmott entstanden. Kapitalistische und neoliberale Systeme werden durch philosophische Positionen wie der Frankfurter Schule, dem Poststrukturalismus, dem Neomarxismus u. a. kritisch beleuchtet. Die Inhalte des Diskurses sind sehr interessant, dennoch wurde der mangelnde Praxisbezug dieser Bewegung oft kritisiert.
Die Popularisierung der Philosophie im Unternehmen beschreibt ein Tätigkeitsfeld, in dem es um das Philosophieren in der Öffentlichkeit geht. Philosophische Texte werden aufbereitet und es wird versucht die Inhalte zum Beispiel für Manager schmackhaft zu machen.
Im Rahmen der Popularisierung der Philosophie in Unternehmen werden Ansätze verwendet, welche
Managementtheorien mit philosophischen Gedanken verbinden und dies in der Beratung von Unternehmen, die in unklaren Zeiten nach Orientierung suchen, anwenden.
Als prominenter Vertreter der Popularisierung der Philosophie in Unternehmen in den USA ist Thomas V. (Tom) Morris hervorzuheben. Der ehemalige Philosophieprofessor der University of Notre Dame berät mit seiner Organisation und tritt ebenfalls als Motivationsredner auf. In seinen Vorträgen wie beispielsweise True Success oder The Art of Change bezieht sich Morris stark auf die Positive Psychologie. Morris nutzt hier philosophische Zitate als Ausgangspunkt, um illustrierende anekdotische Episoden aus seinem Leben zu erzählen. Man könnte sein Vorgehen als Aktualisierung des philosophiegeschichtlichen Konflikts zwischen den divergierenden Begriffen Logos und Mythos lesen und weiters fragen, ob hier nicht eine vereinfachende Reduktion der Philosophie zu einem Stichwortgeber für Managementtheorien erfolgt.
Das sokratische Gespräch wird häufig von philosophischen Praktikerinnen und Praktikern in Unternehmen und Organisation angewendet. Diese Form der Gesprächsführung wird von Michael Niehaus und Roger Wisniewski im Buch Management by Sokrates: Was die Philosophie der Wirtschaft zu bieten hat genauer beschrieben.
Der Fokus der Business ethics liegt auf ethischen Normen und sozialer Verantwortung. Ethische Konflikte sollen im Rahmen eines wirtschaftlichen Bereiches gelöst werden. Business Ethics wird allerdings eher dem Bereich der angewandten Ethik als dem der philosophischen Praxis zugeordnet.

### Philosophieren mit Kindern
Im deutschsprachigen Raum wird Philosophieren mit Kindern sowohl im privaten und halb-öffentlichen Rahmen als auch an Schulen betrieben und wird daher auch als Teilgebiet der Didaktik der Philosophie angesehen.
Das Philosophieren mit Kindern ist international auch unter seiner abgekürzten Form P4C bekannt. Die Ursprünge von P4C sind auf den amerikanischen Hochschulprofessor Matthew Lipman, der im Jahre 1974 das Institut für das Lehren von Philosophie an Kinder (Institute for the Advancement of Philosophy for Children – IAPC) an der Montclair State Universität begründete, zurückzuführen. Er war der Meinung, dass Kinder die Fähigkeit zur rationalen Reflexion bereits in sich tragen. Durch das gemeinsame Lesen philosophisch anregender Erzählungen versuchte Lipman dieses philosophische Vermögen von Kindern anzuregen und zu fördern. Seine dialogische Methode beeinflusste in der Folge auch andere Ansätze im Feld der P4C. P4C wird heute in mehr als sechzig Ländern weltweit praktiziert.
Lipmans Arbeiten wurden für weitere internationale Entwicklungen des P4C bezeichnend. Da er nicht nur philosophische Kinderbücher verfasste, sondern auch das erste Curriculum für die Lehre von Philosophieren mit Jugendlichen kreierte und die ersten Master- und Doktorenprogramme im akademischen Feld der P4C entwarf, beziehen sich bis heute viele P4C-Praktiker auf die von ihm geschaffenen Grundlagen. Im Laufe der Jahrzehnte wurden die Lehrmaterialien und Techniken für die P4C-Praxis von den unterschiedlichen, international verbreiteten P4C-Vertretern weiterentwickelt.
So nahm der amerikanische Philosoph Gareth Matthews philosophisch anregende Kindergeschichten zwar als Ausgangspunkt für philosophische Gespräche mit Volksschulkindern; er erweiterte aber die Methode des Lesens gedankenanregender Geschichten um ein bedeutendes Element. Anstatt den Kindern vollständige Geschichten als Gedankeninput darzubieten, las er mit den Kindern nur den Anfang der Erzählung und ließ sie dann über mögliche Ausgänge der Geschichte diskutieren. Diese Diskussionsinhalte nahm er entweder mit einem Aufnahmegerät auf oder er transkribierte wichtige Elemente. Nach der Diskussion schrieb er selbst die Geschichte weiter und fügte von den Kindern genannte Ideen in die Dialoge und Handlungen der Protagonisten ein. In der nächsten Einheit sollte diese erweiterte Geschichte dann als eine weitere Anregung für eine weitere Diskussion dienen.
Die Südafrikanerin Karin Murris, die Engländerin Joanna Haynes und der Amerikaner Tom Wartenberg beschäftigten sich detailliert mit Möglichkeiten der Nutzung von Bilderbüchern als Ausgangspunkte philosophischer Gespräche mit Kindern.
In Großbritannien hat sich, aufgrund des großen Angebots an P4C-Trainern, eine besondere Methodenvielfalt herausgebildet. Roger Sutcliffe ist ein führender P4C-Praktiker, Präsident der Wohltätigkeitsorganisation SAPERE, die sich die Verbreitung von P4C in Schulen zum Ziel setzt, und ehemaliger Präsident des Internationalen Verbands für das Philosophieren mit Kindern (ICPIC). Will Ord nützt die Kraft aussagekräftiger Fotografien. Peter Worley und Emma Worley, die Mitbegründer der Philosophy Foundation, die sich (ähnlich wie die Organisation SAPERE) die Implementierung von P4C in Schulen zum Ziel setzt, verwenden Gedankenexperimente und Geschichten in den philosophischen Gesprächen mit Kindern. Dafür haben sie eine spezielle Fragetechnik entwickelt, die den Fokus der Diskussion stets auf die philosophischen Fragestellung lenken soll, und die darauf abzielt, den Kindern und Jugendlichen die kognitive Entwicklung logischer Argumentationsstrukturen zu ermöglichen.

## Abgrenzungen
Als junges Phänomen begreifen sich Philosophische Praxen vor allem über Abgrenzungen zu anderen Angeboten, Einrichtungen oder Abspaltungen. Eine Philosophische Praxis hebt sich ab von
- der Lehre von Philosophie im tertiären Bildungssektor, also Hochschulen, Fachhochschulen;
- der traditionellen Vermittlung von Philosophie in der Erwachsenen- und Weiterbildung;
- dem Bereich medizinischer Therapie, insbesondere von der Psychotherapie und
- dem Bereich zeitgenössischer Religion, Spiritualität, Esoterik.

## Vereinigungen
Mittlerweile gibt es verschiedene, zum Teil regionale Verbände:
- Internationale Gesellschaft für Philosophische Praxis (IGPP).
- Gesellschaft für Philosophische Praxis (GPP), die Ursprungsgesellschaft der IGPP, sie bietet inzwischen (2018) zum  sechsten Mal einen dreijährigen Ausbildungskurs "Philosophische Praxis" an.
- Netzwerk für praktisches Philosophieren (Schweiz und Süddeutschland)[31]
- Berufsverband für Philosophische Praxis
- Gesellschaft für angewandte Philosophie (Österreich) ist Kooperationspartner der Universität Wien im Lehrgang Philosophische Praxis[32]

Seit Mai 2009 existiert ein Berufsverband für Philosophische Praxis, der sich aus der IGPP heraus gegründet hat und die Professionalisierung der Philosophischen Praxis als Beratungsberuf anstrebt.

## Systematische Einordnung
Systematisch gesehen belegt die Philosophische Praxis als eine Form der Praktischen Ethik einen noch jungen Platz neben der Angewandten Ethik sowie neben der philosophisch-wissenschaftlichen Forschung. Sie steht für eine Form der Erprobung philosophischen Wissens im menschlichen Leben.